# Socrates Scholasticus
Socrates Scholasticus (Grieks: Σωκράτης Σχολαστικός ο Ιστορικός) (rond 380 – na 439) was een in Constantinopel levende jurist en kerkhistoricus. Socrates is vooral bekend vanwege zijn zeven boeken omvattende kerkgeschiedenis Ekklesiastike historia over de periode tussen 305 en 439.
Socrates bouwde voort op het werk van Eusebius van Caesarea. De beschrijving van wereldlijke en kerkelijke gebeurtenissen is chronologisch. Zijn werk is van grote waarde, omdat de auteur in zekere mate streeft naar onafhankelijke weergave van gebeurtenissen. Dit is waarschijnlijk ook de reden, waarom de tweede uitgave van zijn werk soms sterk herwerkt is. Nieuw bronmateriaal blijkt erin verwerkt, met name ooggetuigenverslagen. De klassieke filosofie wordt gewaardeerd, besluiten van concilies en decreten van keizers worden onpartijdig belicht. Socrates redeneert vanuit de vredesplicht van de gezagsdragers, zodat hij de keizers Theodosius I en II looft, maar Julianus de Afvallige (die hij verwijt "noch filosoof noch keizer" te zijn geweest) en de Oost-Romeinse Valens bekritiseert.
In kerkelijk opzicht reduceert hij theologische conflicten soms tot eerzucht van de personen in kwestie, waarschijnlijk niet geheel onterecht. Zo verdedigt hij op grond van een hermeneutische analyse Origenes tegen de kritiek van Apollinarius van Laodicea en Nestorius. Het werk van Socrates ademt een oosterse toon. Politieke omwentelingen in het oosten krijgen veel aandacht, terwijl bijvoorbeeld de val van Stilicho in het westen niet wordt genoemd. 
Socrates beschikte behalve over de Vita Constantini van Eusebius ook over geschriften van Athanasius en de heidense filosoof Eutropius. Het werk van Socrates Scholasticus werd in meerdere talen vertaald en behield lange tijd invloed. Gedrukte uitgaven verschenen nog in de 16e en 17e eeuw. Vandaag is het met name van belang voor de dogmageschiedenis.